# 桓威
桓威，下邳人氏，表字不詳，三國時代曹魏官員，頗有文名。

## 生平
桓威的生平記載於《三國志·魏志·王衛二劉傅傳》中，以文人的身分而見附於王粲列傳之後。桓威是魏明帝景初年間（約公元237年至239年）時人，為下邳人士，出身低微貧賤，但幼有長才，十八歲就寫成了《渾輿經》，既能依循經道之常規，而又有自己發微的意見。桓威以此成就獲辟任為齊國門下書佐、司徒署吏之職，主要負責統理郡內文書典要。後來更充任安成縣令。

## 渾輿經
桓威所著《渾輿經》今已佚失，但《隋書·經籍志》記載「梁有渾輿經一卷」，指南朝梁時曾存有《渾輿經》。《舊唐書·經籍志》及《新唐書·藝文志》中均載有「渾輿經一卷姖威撰」、「姖威渾輿經一卷」，當中「姖」字應為桓字之誤。

## 備註
1. ↑  《三國志》原文：「景初中，下邳桓威出自孤微，年十八而著渾輿經，依道以見意。從齊國門下書佐、司徒署吏，後為安成令。」